# 克萊頓鎮區 (明尼蘇達州毛爾縣)
克萊頓鎮區（英語：Clayton Township）是位於美國明尼蘇達州毛爾縣的一個行政鎮區。

## 歷史
克萊頓鎮區於1873年6月設立，得名自當地地主威廉·Z·克萊頓（William Z. Clayton）。

## 地方資料
克萊頓鎮區的面積為93.53平方千米，皆為陸地。根據2020年美國人口普查的數據，當地共有人口169人，而人口密度為每平方千米1.81人。